# 顧中立
顧中立（1495年—1562年），字伯從，號左山，南直隸松江府華亭縣人，明朝政治人物。生于弘治乙卯十月三十日。

## 生平
顧中立是弘治十七年舉人、興寧知縣顧斌之子，二十二歲中正德十一年（1516年）丙子科應天鄉試舉人，嘉靖五年（1522年）和弟弟顧中孚同登丙戌科進士，獲授南京刑部主事，丁父憂歸。服除，改刑部主事，因母亲水土不服生病，上疏請求改任南京，遂復改授南京刑部，逾年遷南京禮部儀制司郎中，出為山東按察司僉事。當時屬縣需要派發糧食賑饑，吏員對顧中立說：「發放糧食必需向撫按提出。」他大罵：「人民要死了，還需要等上報嗎。」任满遷廣西布政使司參議，遂乞终养，母亲去世後，嘉靖二十年以考察致仕，在華亭縣東郊興建熙園，儲藏大量書籍作校勘。命名居所为“洪厓堂”，诗文集为《洪厓集》。嘉靖四十一年壬戌九月三十日卒，享年六十八。

## 家族
父顧斌，官興寧知縣，以文行稱静虚先生，卒贈刑部主事。弟顧中孚，同登嘉靖五年進士。
元配朱氏，贈宜人，無子；繼娶吴氏，生四子：顧正誼、顧正倫、顧正心、顧正時。

## 引用
- 徐阶《明故廣西參議左山顧公墓誌銘》

1. 1 2  光緒《重修華亭縣志·卷十七·人物六》：顧中立，字伯挺，號左山 居壽安橋南，父斌，字德章，宏治十七年舉人，知興寧縣，專務德化，有古循吏風。中立與弟中孚同登嘉靖五年進士，中立授刑部主事，乞改南儀制郎中，出僉事山東，嘗行縣發粟賑饑，吏曰：「粟必白撫按乃得發。」中叱曰：「民且死，何報之俟。」遷山西參議致政歸，搆熙園於東郊，廣貯書籍讎校甚多。
2. ↑  光緒《重修華亭縣志·卷十二·人物一》：進士……明……（嘉靖）五年丙戌科 龔用卿榜 顧中立 宏治甲子舉人斌子，有傳……舉人……明……（正德）十一年丙子科 崔桐榜……顧中立 見進士……以上縣學